# برج يو إيه بي أولد ميوتشوال
برج يو إيه بي أولد ميوتشوال هو مجمع مكاتب مكون من 33 طابقًا في حي أبر هيل بنيروبي، عاصمة كينيا وأكبر مدنها. أصبح أطول مبنى في كينيا عند اكتماله عام 2015، متجاوزًا برج تايمز الذي احتفظ بهذا الرقم القياسي لمدة 15 عامًا.

## الموقع
يقع البرج في طريق المستشفى، أبر هيل، نيروبي، على بعد حوالي 3.5 كيلومتر (2 ميل) غرب منطقة الأعمال المركزية بالمدينة.

## نظرة عامة
برج UAP مملوك من قبل مجموعة UAP أولد ميوتشوال، وهي تكتل خدمات مالية يقع مقرّه الرئيسي في كينيا، ولديه فروع في ست دول إفريقية. تبلغ المساحة القابلة للتأجير في البرج حوالي 29,000 متر مربع (ما يعادل 310,000 قدم مربع)، ومن المقرر أن يضم أيضًا المقر الرئيسي لمجموعة UAP أولد ميوتشوال عند اكتماله بالكامل.
تم تمويل البرج من خلال استثمار خاص (أسهم خاصة) بتكلفة إجمالية بلغت 4 مليارات شلن كيني (حوالي 40 مليون دولار أمريكي)، حسب أسعار عام 2015. تم افتتاح المبنى للأعمال في 5 يوليو 2016، وكان مشغولًا بنسبة 50% في يوم الافتتاح.